# 1500 m stylem dowolnym
1500 m stylem dowolnym – jeden z długich dystansów w tym stylu. Do 2016 roku na igrzyskach olimpijskich w tej konkurencji rywalizowali tylko mężczyźni, a od 2020 roku biorą w niej udział także kobiety.
Na mistrzostwach świata na basenie 25-metrowym na dystansie 1500 m pływają tylko mężczyźni.

## Mistrzostwa Polski
Obecny mistrz Polski:
- Krzysztof Chmielewski (2021)[2]

Obecna mistrzyni Polski:
- Paulina Piechota (2021)[3]

## Mistrzostwa świata(basen 50 m)
Obecny mistrz świata:
- Gregorio Paltrinieri (2022)

Obecna mistrzyni świata:
- Katie Ledecky (2022)

## Mistrzostwa świata(basen 25 m)
Obecny mistrz świata:
- Florian Wellbrock (2021)

## Mistrzostwa Europy
Obecny mistrz Europy:
- Mychajło Romanczuk (2021)

Obecna mistrzyni Europy:
- Simona Quadarella (2021)

## Letnie igrzyska olimpijskie
Obecny mistrz olimpijski:
- Robert Finke (2021)

Obecna mistrzyni olimpijska:
- Katie Ledecky (2021)

## Rekordy Polski, Europy i świata (basen 50 m)
|           | Imię i nazwisko      | Czas     | Miejsce ustanowienia             | Data            |         |         |
| Kobiety   | Kobiety              | Kobiety  | Kobiety                          | Kobiety         | Kobiety | Kobiety |
| --------- | -------------------- | -------- | -------------------------------- | --------------- | ------- | ------- |
| WR        | Katie Ledecky        | 15:20,48 | Indianapolis (Stany Zjednoczone) | 16 maja 2018    |         |         |
| ER        | Lotte Friis          | 15:38,88 | Barcelona (Hiszpania)            | 30 lipca 2013   |         |         |
| RP        | Magda Dyszkiewicz    | 16:30,50 | Athens (Stany Zjednoczone)       | 13 lipca 2000   |         |         |
| Mężczyźni |                      |          |                                  |                 |         |         |
| WR        | Sun Yang             | 14:31,02 | Londyn (Wielka Brytania)         | 4 sierpnia 2012 |         |         |
| ER        | Gregorio Paltrinieri | 14:32,80 | Budapeszt (Węgry)                | 25 czerwca 2022 |         |         |
| RP        | Mateusz Sawrymowicz  | 14:45,94 | Melbourne (Australia)            | 1 kwietnia 2007 |         |         |

## Rekordy Polski, Europy i świata (basen 25 m)
|           | Imię i nazwisko     | Czas     | Miejsce ustanowienia | Data              |         |         |
| Kobiety   | Kobiety             | Kobiety  | Kobiety              | Kobiety           | Kobiety | Kobiety |
| --------- | ------------------- | -------- | -------------------- | ----------------- | ------- | ------- |
| WR        | Sarah Köhler        | 15:18,01 | Berlin (Niemcy)      | 16 listopada 2019 |         |         |
| ER        | Sarah Köhler        | 15:18,01 | Berlin (Niemcy)      | 16 listopada 2019 |         |         |
| RP        | Paulina Piechota    | 15:52,72 | Olsztyn (Polska)     | 20 grudnia 2020   |         |         |
| Mężczyźni |                     |          |                      |                   |         |         |
| WR        | Florian Wellbrock   | 14:06,88 | Abu Zabi (UAE)       | 21 grudnia 2021   |         |         |
| ER        | Florian Wellbrock   | 14:06,88 | Abu Zabi (UAE)       | 21 grudnia 2021   |         |         |
| RP        | Mateusz Sawrymowicz | 14:24,54 | Debreczyn (Węgry)    | 15 grudnia 2007   |         |         |